# 電源電路
電源電路：提供電子電路使用電壓、電流的電路，為電源電路。
- 半導體技術將許多的電源電路，集成為IC（積體電路），產生各種電壓、電流。
- 電源電路一般得考慮功率產生和使用率。